# Robin Ylitalo
Robin Christoffer Ylitalo (* 11. September 1986) ist ein professioneller schwedischer Pokerspieler. Er gewann 2013 das Main Event der European Poker Tour und zählt zu den erfolgreichsten Online-Spielern nach Turnierpreisgeld.

## Pokerkarriere

### Online
Ylitalo spielt seit November 2006 online unter den Nicknames robinho (PokerStars), petdet3ctive (partypoker), inhoo (Full Tilt Poker), Steve_zoloto (PokerStars.FR), Inho (888poker), marisssa (TitanPoker), Stevezolotow (WPT Poker) und gri3zmann1 (Winamax). Seine Turniergewinne liegen bei mehr als 14 Millionen US-Dollar, womit er zu den erfolgreichsten Spielern nach Turnierpreisgeldern zählt. Den Großteil von über 8,5 Millionen US-Dollar erspielte sich der Schwede dabei auf der Plattform PokerStars. Im Jahr 2017 stand er zeitweise auf Platz zwei des PokerStake-Rankings, das die erfolgreichsten Onlinepoker-Turnierspieler weltweit listet.

### Live
Seine ersten Geldplatzierungen bei Live-Turnieren erzielte Ylitalo Ende Februar 2008 in Edinburgh. Dort belegte der Schwede u. a. beim Main Event der Gala Casinos Poker Tour den dritten Platz und erhielt ein Preisgeld von 20.500 Britischen Pfund. Ende März 2012 erreichte er beim Main Event der European Poker Tour (EPT) in Campione d’Italia den Finaltisch und sicherte sich als Achter 54.000 Euro. Anfang Juli 2012 war Ylitalo erstmals bei der World Series of Poker (WSOP) im Rio All-Suite Hotel and Casino am Las Vegas Strip erfolgreich und kam bei einem Turnier der Variante No Limit Hold’em in die Geldränge. Bei der WSOP 2013 erreichte er einen Finaltisch und belegte dort den mit über 90.000 US-Dollar dotierten sechsten Platz. Wenige Tage später kam der Schwede beim Main Event der Serie ebenfalls in die Geldränge. Anfang Oktober 2013 gewann er das EPT-Main-Event in London. Dafür setzte er sich gegen 603 andere Spieler durch und erhielt eine Siegprämie von rund 560.000 Pfund, die zu diesem Zeitpunkt mehr als 900.000 US-Dollar entsprachen. Anfang Februar 2015 belegte Ylitalo beim EPT High Roller in Deauville den fünften Platz, der mit über 110.000 Euro bezahlt wurde. Mitte November 2016 gewann er ein Turnier der Master Classics of Poker in Amsterdam und sicherte sich eine Siegprämie von mehr als 100.000 Euro. Bei der EPT Barcelona wurde er Anfang September 2023 Achter im Main Event und erhielt rund 180.000 Euro.
Insgesamt hat sich Ylitalo mit Poker bei Live-Turnieren mehr als 2 Millionen US-Dollar erspielt.